# Ремон (Північна Кароліна)
Ремон (англ. Raemon) — переписна місцевість (CDP) в США, в окрузі Робсон штату Північна Кароліна. Населення — 197 осіб (2020).

## Географія
Ремон розташований за координатами 34°36′56″ пн. ш. 79°20′40″ зх. д. / 34.61556° пн. ш. 79.34444° зх. д. (34.615557, -79.344453).  За даними Бюро перепису населення США в 2010 році переписна місцевість мала площу 11,24 км², з яких 11,17 км² — суходіл та 0,07 км² — водойми.

## Демографія
Згідно з переписом 2010 року, у переписній місцевості мешкали 282 особи в 103 домогосподарствах у складі 73 родин. Густота населення становила 25 осіб/км².  Було 113 помешкання (10/км²).
Расовий склад населення:
| - 78,7 % — корінних американців - 15,6 % — білих - 5,3 % — чорних або афроамериканців |

До двох чи більше рас належало 0,4 %. Частка іспаномовних становила 0,0 % від усіх жителів.
За віковим діапазоном населення розподілялося таким чином: 27,7 % — особи молодші 18 років, 62,7 % — особи у віці 18—64 років, 9,6 % — особи у віці 65 років та старші. Медіана віку мешканця становила 34,0 року. На 100 осіб жіночої статі у переписній місцевості припадало 86,8 чоловіків;  на 100 жінок у віці від 18 років та старших — 85,5 чоловіків також старших 18 років.
За межею бідності перебувало 7,4 % осіб, у тому числі 0,0 % дітей у віці до 18 років та 0,0 % осіб у віці 65 років та старших.
Цивільне працевлаштоване населення становило 23 особи. Основні галузі зайнятості: виробництво — 34,8 %, освіта, охорона здоров'я та соціальна допомога — 34,8 %, транспорт — 30,4 %.